# バールレ＝ヘルトフ
バールレ＝ヘルトフ もしくは バーレ＝ヘルトフ（オランダ語: Baarle-Hertog [ˌbaːrlə ˈɦɛrtɔx], フランス語: Baerle-Duc）は、ベルギーのアントウェルペン州の基礎自治体。

## 概略
2022年1月1日の統計では総人口2,997人。総面積7.5 km2, 1 km2当たり400人の人口密度。オランダ領内のバールレ＝ナッサウという町の中に多数の小さな飛地として散在している。飛地は全部で24。基礎自治体の1つメルクスプラスのベルギー街の北ゾンデレイヘンと呼ばれた主要地は別にして、オランダ領内に20の飛地とオランダ・ベルギー国境上にその他3つの飛地がある。同様にベルギーの飛地内にも7つのオランダの飛地がある。ゾンデレイヘン内には8つのオランダの飛地がある。
国境はとても複雑で、いくつかの家は真ん中で2つの国に分かれている。かつてオランダでは法律でレストランは早い時間に店を閉めなければいけない時期があった。そのため国境上にあるいくつかのレストランはベルギー法が適用されるよう、ベルギー側の領地にテーブルを移したり、正面玄関をベルギー側にするようにしていた。その一方で、2004年にベルギーがレストラン等の公共の場所での喫煙が全面禁止になると、正面玄関をオランダ側にしたレストランやバーが数多く出現した。
ヘルトフ（hertog）はオランダ語で公爵のことで、これらの土地がブラバント公爵の領地であったことに由来する。

## 有名な出身者
- ペトルス・クリストゥス（15世紀の画家）